# Liste der Landherren von Bill- und Ochsenwärder

Gliederung des Hamburger Landgebiets bis 1830:
Landherrenschaft von Bill- und Ochsenwärder
Landherrenschaft Hamburger Berg
Landherrenschaft Hamm und Horn
Landherrenschaft der Walddörfer
Kloster St. Johannis
Hospital zum Heiligen Geist
Hospital St. Georg
Amt Bergedorf (gemeinsam mit Lübeck)

Die Liste der Landherren von Bill- und Ochsenwärder enthält die Hamburger Landherren von 1461 bis 1830 mit Unterbrechungen. Zeitweise hatten Finkenwärder und Moorburg eigene Verwalter.

## Landherren von Billwärder bzw. Bill- und Ochsenwärder 1461 bis 1562
Diese Liste ist nicht vollständig. Ein Wechsel im Amt erfolgte in der Regel auf Cathedra Petri.
| Jahr(e)   | Ältester Landherr  | Jüngster Landherr      |
| --------- | ------------------ | ---------------------- |
| 1461      | Hinrich von Dulmen | Hinrich Arndes         |
| 1462      | Andreas Gronemberg | Hermann Kroger         |
| …         |                    |                        |
| 1466–1467 | Dietrich Luneborg  | Hermann Bekendorp      |
| 1468      | Nikolaus Sworen    | Hermann Bekendorp      |
| 1469      | Hermann Bekendorp  | Dietrich Wonstorp      |
| 1470–1473 | Dietrich Wonstorp  | Everhard vam Kroge     |
| 1474      | Henning Grote      | Dietrich Luneborg      |
| 1475      | Henning Grote      | Everhard vam Kroge     |
| 1476–1478 | Henning Grote      | Christian Berschampe   |
| 1479      | Henning Grote      | Nikolaus Remstede      |
| 1480–1481 | Henning Grote      | Hinrich von Dulmen     |
| 1482      | Hinrich von Dulmen | Henning Buring         |
| 1483      | Hinrich von Dulmen | Johann Leseman         |
| 1484–1485 | Johann Leseman     | Detlev Bremer          |
| 1486      | Erich van Tzeven   | Detlev Bremer          |
| 1487      | Erich van Tzeven   | Christian van der Hoye |
| 1488      | Detlev Bremer      | Nikolaus Michels       |
| 1489      | Nikolaus Michels   | Johann Berschampe      |
| 1490      | Nikolaus Michels   | Hinrich Voged          |
| …         |                    |                        |
| 1492      | Nikolaus Michels   | Konrad Moller          |
| 1493      | Nikolaus Tode      | Konrad Moller          |
| 1494      | Konrad Moller      | Albert Westede         |
| 1495      | Erich van Tzeven   | Albert Westede         |
| 1496      | Erich van Tzeven   | Hermann Rodemborg      |
| 1497      | Hinrich Saleborg   | Konrad Moller          |
| …         |                    |                        |
| 1499      | Konrad Moller      | Johann Holthusen       |
| 1500–1501 | Albert Westede     | Johann Holthusen       |
| …         |                    |                        |
| 1504      | Johann Sprekelsen  | Johann Holthusen       |
| …         |                    |                        |
| 1511      | Joachim Nigel      | Paul Peck              |
| 1512      | Dietrich Hohus     | Paul Peck              |
| …         |                    |                        |
| 1514      | Paul Peck          |                        |
| …         |                    |                        |
| 1519      | Paul Peck          |                        |
| …         |                    |                        |
| 1522–1523 | Peter Bergmann     | Albert Westede         |
| 1524      | Albert Westede     | Johann Huge            |
| 1525      | Wilhelm Wise       | Johann Huge            |
| …         |                    |                        |
| 1527      | Albert Westede     | Johann Huge            |
| 1528      | Albert Westede     | Otto Bremer            |
| 1529      | Albert Westede     | Ditmar Koel            |
| 1530      | Ditmar Koel        | Paul Peck              |
| 1531–1532 | Ditmar Koel        | Meino von Eitzen       |
| 1533      | Meino von Eitzen   | Hinrich Rademaker      |
| 1534–1537 | Ditmar Koel        | Albert Oldehorst       |
| 1538–1539 | Ditmar Koel        | Joachim Moller         |
| 1540      | Ditmar Koel        | Mathias Reder          |
| …         |                    |                        |
| 1545      | Mathias Reder      | Joachim Sommerfeld     |
| 1546      | Mathias Reder      |                        |
| 1547–1556 | Laurenz Nigebur    | Gerl. a Langebeke      |
| 1557      | Gerl. Langebeke    | Dietrich Bestenbostel  |
| 1558      | Gerl. Langebeke    | Hieronymus Bissenbeke  |
| 1559      | Hermann Schele     | Hinrich vom Kroghe     |
| 1560      | Hermann Schele     | Hermann Wetken         |
| 1561–1562 | Hermann Wetken     | Nikolaus Vogeler       |

## Eigene Landherren von Finkenwärder 1461 bis 1488
Diese Liste ist vollständig. Ein Wechsel im Amt erfolgte in der Regel auf Cathedra Petri.
| Jahr(e)                          | Ältester Landherr   | Jüngster Landherr  |
| -------------------------------- | ------------------- | ------------------ |
| 1461                             | Nikolaus Vetel      |                    |
| 1462                             | Andreas Gronemberg  | Hinrich von Dulmen |
| 1463                             | Hinrich von Dulmen  | Dietrich Luneborg  |
| 1464                             | Helmut von Rentelen | Nikolaus Remstede  |
| 1465–1466                        | Henning Grote       | Dietrich Luneborg  |
| 1467                             | Perdamus Lutke      | Henning Grote      |
| 1468                             | Hermann Kroger      | Perdamus Lutke     |
| 1469                             | Perdamus Lutke      | Jakob Struve       |
| 1470–1471                        | Henning Grote       | Henning Buring     |
| 1472                             | Henning Grote       | Dietrich Wonstorp  |
| 1473–1474                        | Henning Grote       | Georg vom Holte    |
| 1475                             | Perdamus Lutke      | Henning Grote      |
| 1476                             | Perdamus Lutke      | Nikolaus de Sworen |
| 1477                             | Nikolaus de Sworen  | Otto von Mere      |
| 1478                             | Henning Grote       | Otto von Mere      |
| 1479–1483 mit Moorburg verbunden |                     |                    |
| 1484                             | Hinrich Zaleborg    | Erich von Tzeven   |
| 1485                             | Everhard vam Kroge  | Hinrich Zaleborg   |
| 1486–1487                        | Hinrich Zaleborg    | Johann Berschampe  |
| 1488                             | Hinrich Saleborg    | Marquard von Loo   |
| ab 1489 mit Billwärder verbunden |                     |                    |

## Hauptleute der Moorburg
Diese Liste ist nicht vollständig.
- 1462–1471: Eghard Kranz
- 1471–1477: Johann Lesemann
- 1477–1486: Hinrich Schomborg
- 1487–1499: Franz Meiger
- 1522–1524: Hans Pogwisch
- 1524–1540: Hinrich Hohusen
- 1540–1542: Hinrich Krekebom
- 1542–1546: Johann Rodenborch

## Landherren von Bill- und Ochsenwärder 1728 bis 1830
Diese Liste ist bis auf fehlende Jahrgänge des Staatskalenders ab 1728 vollständig.
| Jahr(e)                             | Ältester Landherr                 | Jüngster Landherr                                                                   |
| ----------------------------------- | --------------------------------- | ----------------------------------------------------------------------------------- |
| 1728                                | Joachim Boetefeur                 | Conrad Widow                                                                        |
| 1729–1730                           | Johann Hermann Luis               | Barthold Heinrich Brockes                                                           |
| 1731–1733                           | Barthold Heinrich Brockes         | Nicolaus Stampeel                                                                   |
| 1734–1735                           | Albert Rodrigo Anckelmann         | Ludolf Otte                                                                         |
| 1736–1738                           | Ludolff Otte                      | Rudolff Amsinck                                                                     |
| 1739                                | Rudolff Amsinck                   | Cornelius Poppe                                                                     |
| 1740                                | Cornelius Poppe                   | Paul Jenisch                                                                        |
| 1741                                | Rudolff Amsinck                   | Cornelius Poppe                                                                     |
| 1742–1743                           | Lucas von Spreckelsen             | Philipp Lastrop                                                                     |
| 1744                                | Jorge Jencquel                    | Lucas Corthum                                                                       |
| 1745–1746                           | Lucas Corthum                     | Albert Schulte                                                                      |
| 1747                                | Vincent Rumpff                    | Jacob Langermann                                                                    |
| 1748–1749                           | Jacob Langermann                  | Johann Joachim Bœtefeur                                                             |
| 1750                                | Johann Joachim Bœtefeur           | Hieronymus Heinrich Kentzler                                                        |
| 1751–1752                           | Joachim Rentzel                   | Nicolaus Schuback                                                                   |
| 1753–1754                           | Hermann Riecke                    | Christian Dresky                                                                    |
| 1755–1757                           | Christian Dresky                  | Peter Greve                                                                         |
| 1758–1759                           | Peter Greve                       | Friedrich Albert Anckelmann                                                         |
| 1760–1761                           | Nicolaus Hinsche                  | Georg Heinrich Büsch                                                                |
| 1762                                | Georg Heinrich Büsch              | Guilliam Clamer                                                                     |
| 1763–1764                           | Guilliam Clamer                   | Johann Ludewig Winckler                                                             |
| 1765                                | Johann Anderson                   | Albert Schult                                                                       |
| 1766                                | Johann Schlüter                   | Albert Schult                                                                       |
| 1767                                | Albert Schult                     | Frantz Anthon Wagener                                                               |
| 1768                                | Friedrich von Graffen             | Hieronymus Burmester                                                                |
| …                                   |                                   |                                                                                     |
| 1770                                | Peter Behrmann                    | Frantz Doormann                                                                     |
| …                                   |                                   |                                                                                     |
| 1774 0                              | Jacob Krohn 0                     | Justus Vincent Ritter († 19. August) / Carl Heinrich Christoph Buck (ab 26. August) |
| 1775                                | Jacob Albrecht von Sienen         | Johann Caspar Voght                                                                 |
| 1776–1777                           | Martin Dorner                     | Caspar Voght                                                                        |
| 1778                                | Caspar Voght                      | Christian Hanker                                                                    |
| 1779–1780                           | Christian Hancker                 | Peter Hinrich Widow                                                                 |
| 1781                                | Peter Hinrich Widow               | Hinrich Rücker                                                                      |
| 1782–1783                           | Johann Luis                       | Peter Diederich Volckmann                                                           |
| 1784–1785                           | Peter Diederich Volckmann         | Johann Diederich Cordes                                                             |
| 1786                                | Johann Diederich Cordes           | Nicolaus Gottlieb Lütkens                                                           |
| 1787–1788                           | Martin Wolder Schrötteringk       | Joachim Caspar Voigt                                                                |
| 1789                                | Joachim Caspar Voigt              | Johann Siegmund Westphalen                                                          |
| 1790                                | Johann Siegmund Westphalen        | Georg Anckelmann                                                                    |
| 1791–1792                           | Georg Anckelmann                  | Hermann Manecke                                                                     |
| 1793–1794                           | Hermann Manecke                   | Friedrich von Graffen                                                               |
| 1795                                | Hermann Manecke                   | Daniel Lienau                                                                       |
| 1796                                | Friedrich von Graffen             | Johann Georg Bausch                                                                 |
| 1797–1799                           | Johann Georg Bausch               | Nicolaus Anthon Johann Kirchhof                                                     |
| 1800                                | Hinrich Petersen                  | Wilhelm Amsinck                                                                     |
| 1801                                | Wilhelm Amsinck                   | Cornelius Wilhelm Poppe                                                             |
| 1802                                | Johann Michael Hudtwalcker        | Johann Schulte                                                                      |
| 1803                                | Johann Daniel Klefeker            | Johann Joachim Jänisch                                                              |
| 1804                                | Johann Daniel Klefeker            | Thomas Brunnemann                                                                   |
| 1805–1806                           | Thomas Brunnemann                 | Martin Johann Jenisch                                                               |
| 1807–1810                           | Martin Johann Jenisch             | Johann Heinrich Bartels                                                             |
| 1811                                | Johann Heinrich Bartels           | Johann Daniel Koch                                                                  |
| Französische Besetzung bis Mai 1814 |                                   |                                                                                     |
| 1815                                | ?                                 | ?                                                                                   |
| 1816                                | David Schlüter                    | Johann Gerhard Gräpel                                                               |
| 1817–1821                           | Johann Gerhard Gräpel             | Peter August Widow                                                                  |
| 1822                                | Johann Ernst Friedrich Westphalen | Lüer Anton Prösch                                                                   |
| 1823                                | Johann Matthias Hasse             | Martin Garlieb Sillem                                                               |
| 1824                                | Martin Garlieb Sillem             | Jakob Hinrich Jencquel                                                              |
| 1825–1827                           | Christian Daniel Benecke          | Ferdinand Schwartz                                                                  |
| 1828–1830                           | Ferdinand Schwartz                | Christian Nicolas Pehmöller                                                         |

Ende 1830 ging die Landherrenschaft von Bill- und Ochsenwärder in der Landherrenschaft der Marschlande auf.